# جایزه بزرگ اسپانیا ۱۹۷۷
جایزه بزرگ اسپانیا ۱۹۷۷ (انگلیسی: ‎1977 Spanish Grand Prix‎) یک مسابقهٔ موتوری در رشتهٔ اتومبیل‌رانی فرمول یک بود که در تاریخ ۸ مهٔ ۱۹۷۷ در جاراما واقع در مادرید، اسپانیا برگزار شد. این گراند پری در میان ۱۷ گراند پری در فصل ۱۹۷۷، مسابقهٔ شمارهٔ ۵ بود.
در این مسابقه که در ۷۵ دور و به مسافت ۲۵۵٫۳ کیلومتر (۱۵۸٫۶۳۶ مایل) برگزار شد، پول پوزیشن توسط ماریو اندرتی کسب شد و سریع‌ترین زمان برای طی یک دور پیست که برابر با ۱:۲۰٫۸۱ بود نیز توسط ژاک لافیت به ثبت رسید.
ماریو اندرتی از تیم لوتوس-فورد، کارلوس روتمان از تیم فراری و جودی شکتر از تیم ولف-فورد به‌ترتیب مقام‌های اول تا سوم مسابقه را کسب کردند.

## رده‌بندی قهرمانی پس از مسابقه
| جایگاه | راننده        | امتیاز |
| ------ | ------------- | ------ |
| ۱      | جودی شکتر     | ۲۳     |
| ۲      | ماریو اندرتی  | ۲۰     |
| ۳      | کارلوس روتمان | ۱۹     |
| ۴      | نیکی لائودا   | ۱۹     |
| ۵      | جیمز هانت     | ۹      |
| منبع:  |               |        |

| جایگاه | سازنده            | امتیاز |
| ------ | ----------------- | ------ |
| ۱      | فراری             | ۳۴     |
| ۲      | ولف-فورد          | ۲۳     |
| ۳      | لوتوس-فورد        | ۲۲     |
| ۴      | مک‌لارن-فورد       | ۱۲     |
| ۵      | برابام-آلفا رومئو | ۸      |
| منبع:  |                   |        |

یادداشت
- تنها پنج جایگاه نخست از هر رده‌بندی نمایش داده شده است.